# El Baridà
El Baridà es una subcomarca del alto valle del Segre (en los Pirineos) situado entre Sant Martí dels Castells, al este, y el estrecho por donde pasa el río Segre en el Pont de Bar, al oeste, situado en Cataluña, España. Está integrado por municipios de dos comarcas catalanas:
- Montella y Martinet y Lles, en la Baja Cerdaña
- El Pont de Bar y parte del municipio de Cava en concreto el pueblo de el Querforadat en el Alto Urgel.

El territorio es un largo desfiladero del río Segre, entre la subcomarca de la Batllia, al este, y el Urgellet al oeste, un lugar de paso obligado de la Strata Ceretana romana entre Puigcerdá y Seo de Urgel. Al norte limita con las montañas que hacen frontera con Andorra, y al sur con la sierra del Cadí.
El nombre de Baridà deriva del castillo de Bar (pueblo de el Pont de Bar), que fue el centro de la sotsvegueria de Baridà, parte de la vegueria de Puigcerdá Incorporaba el pagus de Talló, pero el castillo de Bellver fue el nuevo centro de la sotsvegueria y la Batllia. Actualmente se considera por separado la Batllia i el Baridá.

## Pueblos
- Querforadat (municipio de Cava), (Alto Urgel)
- Municipio del Pont de Bar (Alto Urgel):
  - Ardaix
  - els Arenys
  - Aristot
  - els Banys de Sant Vicenç
  - Bar (el Pont de Bar)
  - Castellnou de Carcolse
  - El Pont de Bar
  - Toloriu
- Lles, Baja Cerdaña:
  - Aransá
  - Lles
  - Musa
  - Travesera
  - Viliella
- Montella y Martinet, Baja Cerdaña:
  - Beixas
  - Estana
  - Martinet
  - Montella
  - Vilech